# Influences (album de Dubmatique)
 (octobre 2019).
Albums de Dubmatique
Dubmatique
(1998) Mémoires
(2004)
Influences est le troisième album du groupe de hip-hop québécois Dubmatique, publié en 2001.

## Production et sortie
DJ Choice ne participe pas à la production du troisième album Influences. Disoul et OTMC travaillent avec plusieurs producteurs reconnus comme Sonny Black, Jaynaz, Ray Ray et Stéphane Dufour. Ragga Dub et Sexcite-moi, en collaboration avec le chanteur rock Éric Lapointe, ont été les singles et vidéoclips choisis pour l'album.

## Distinctions
- 2002 : Gala de l'Adisq - Prix Félix - Gagnant : Album hip-hop de l'année[1]